# Eastern Industrial Zone
Die Eastern Industrial Zone (EIZ) ) ist ein Industriepark in der Stadt Dukem in Äthiopien. Er wird auch als Ethiopia Oriental Industrial Park bezeichnet. Der Industriepark wurde 2008 gegründet und ist im chinesischen Besitz. 2015 wurde der Park zu einer Überseewirtschafts- und Handelskooperationszone erklärt. 2024 siedelten sich 149 chinesische Unternehmen an. In dem Jahr waren 23.000 Arbeiter in dem Industriepark beschäftigt. Der Park gilt das Sonderwirtschaftszone.
Im Jahr 2000 wurde vom Forum on China-Africa Cooperation das „Programme for China-Africa Cooperation in Economic and Social Development“ geschaffen, das mehrere Sonderwirtschaftszonen in Afrika etablieren sollte. Eine dieser Sonderwirtschaftszonen ist die EIZ. Nach den 2007 begonnenen Planungen begann der Bau 2009. Dafür wurde eine 5 km2 große Fläche in Dukem ausgewählt, die die Yonggang Group und die Qiyuan Group betreiben wollten. Nach dem Ausstieg der Yonggang Group aus dem Projekt verringerte sich die Fläche der EIZ auf etwa 2 km2. Das Land wurde für 99 Jahre günstig für einen Preis von einem Birr pro Quadratmeter pro Jahr gepachtet. Der äthiopische Staat übernimmt 30 % der Infrastrukturkosten des Industrieparks. Der damalige Premierminister Meles Zenawi unterstützte den Park. Nach dem Bau der EIZ siedelten sich chinesische Firmen an, die vor allem in der Bau-, Textil- und Schuhindustrie tätig sind. 
2014 wurde die „Ethiopian Industrial Parks Development Corporation“ gegründet, damit die äthiopische Regierung auf die Entwicklung von Sonderwirtschaftszonen und damit auch auf die EIZ Einfluss nehmen kann.
Kritik an Park besteht darin, dass er für äthiopische Unternehmen nicht offen ist. Es würden 
nur die Angestellten und die chinesischen Unternehmen von der EIZ profitieren.

## Film
- China und Äthiopien: eine ungleiche Partnerschaft?– Originaltitel Made in Ethiopia, 2024[4][5]